# Saint-Crépin-Ibouvillers
Saint-Crépin-Ibouvillers – miejscowość i gmina we Francji, w regionie Hauts-de-France, w departamencie Oise. W 2008 roku populacja gminy wynosiła 1195 mieszkańców. 
1 stycznia 2015 roku połączono dwie wcześniejsze gminy: Montherlant oraz Saint-Crépin-Ibouvillers. Siedzibą gminy została miejscowość Saint-Crépin-Ibouvillers, a nowa gmina przyjęła jej nazwę. 